# Astragalus horridissimus
Astragalus horridissimus är en ärtväxtart som beskrevs av Sirj. och Joseph Friedrich Nicolaus Bornmüller. Astragalus horridissimus ingår i släktet vedlar, och familjen ärtväxter. Inga underarter finns listade i Catalogue of Life.